# Walter Fein
Walter Fein (eigentlich Eugen Walter Feinstein; * 2. Mai 1903 in Königsberg; † 30. November 1984 in Baden-Baden) war ein deutscher Schauspieler bei Bühne und Fernsehen sowie ein Hörspielsprecher.

## Leben und Wirken
Der gebürtige Ostpreuße war ein Sohn des Häusermaklers Max Feinstein und seiner Frau Alice, geb. Schereschewsky. Nach dem Schulbesuch am Collegium Fridericianum erhielt er seine künstlerische Ausbildung in den 1920er Jahren an der Berliner Schauspielschule des Königsbergers Leopold Jessner. Sein Theaterdebüt gab Fein im Alter von 18 Jahren am Neuen Schauspielhaus seiner Heimatstadt Königsberg. 1925 ging er für eine Saison an Nürnbergs Intimes Theater, wechselte dann an das Stadttheater von Frankfurt an der Oder und gelangte 1929 nach Berlin, wo er am Theater des Westens, am Central-Theater und am Schillertheater tätig war.
Nach der NS-Machtergreifung emigrierte der aus einer jüdischen Familie stammende Fein zunächst in die Schweiz und spielte in Zürich, Bern und Basel weiterhin Theater und Revue. 1934 ging er als Ensemblemitglied von Rudolf Nelson nach Amsterdam und wirkte als Regisseur und Schauspieler am Leidseplein und am Tuschinski-Theater (Cabaret „La Gaité“). Nach dem deutschen Überfall auf die Niederlande konnte Walter Fein noch eine Zeit lang in geschlossenen Zirkeln auftreten, ehe er im Sommer 1942 untertauchte, um der drohenden Deportation zu entgehen. Er fand Unterschlupf in einem Mansardenzimmer bei der Familie van Reeuwijk in der Küstenstadt Beverwijk, wo er bis zur Befreiung im April 1945 in völliger Isolation leben musste.
Bei Kriegsende kehrte Walter Fein nach Amsterdam zurück und fand vorerst Beschäftigung als Vertreter einer Lederwarenfirma. In den 1950er Jahren pendelte er zwischen Berlin und Amsterdam, ehe er 1961 schließlich remigrierte. In Berlin trat er dann an verschiedenen Theatern auf (u. a. Tribüne, Vaganten Bühne, Schaubühne am Halleschen Ufer, Hebbel-Theater). Während dieser Zeit kam Fein auch zum Fernsehen; dort konnte man ihn vor allem in den 1960er Jahren häufig sehen. Der Künstler beteiligte sich auch an Hörspielen für die Sender RIAS, NDR und SWF.
Nach einigen Jahren in Hamburg (1966/67 Deutsches Schauspielhaus, 1968/69 Junges Theater) sowie Luzern und Zürich wurde Baden-Baden ab 1972 die letzte Station von Feins künstlerischem Wirken. Er starb 1984 im Pflegeheim des Vincentius-Vereins.

## Filmografie
- 1962: Letzter Punkt der Tagesordnung
- 1963: Die Mondvögel
- 1963: Die lustige Witwe
- 1963: Liebeshändel in Chioggia
- 1964: Casanova wider Willen
- 1964: Das Ungeheuer von London-City (Kinofilm)
- 1964: Ganz harmlos fing es an
- 1965: Freispruch für Old Shatterhand
- 1965: Romulus der Große
- 1966: Unser Pauker (Fernsehserie, Folge 16 Ehesorgen)
- 1966: Der Revisor
- 1967: Egmont
- 1968: Hauptstraße Glück (Fernsehserie, Folge 1 Rote Georginen)
- 1968: Das Berliner Zimmer
- 1968: Affäre Dreyfus
- 1969: Polizeifunk ruft (Fernsehserie, Folge 3x10 Die verschwundene Lady)
- 1970: Abarten der körperlichen Liebe (Kinofilm)
- 1970: Der Mann, der den Eiffelturm verkaufte
- 1970: Recht oder Unrecht (Fernsehserie, Folge 4 Gerechtigkeit für Dettlinger)
- 1973: Plaza Fortuna

## Hörspiele
- 1963: Berlin und die Ullsteins (RIAS, Regie: Jörg Jannings)
- 1965: Rien pour rien (RIAS, Regie: Wolfgang Spier)
- 1967: Der Rekordspieler (BR/NDR, Regie: Fritz Schröder-Jahn)
- 1969: Kalif Storch (SWF, Regie: Lothar Schluck)